# Jeanne Collier

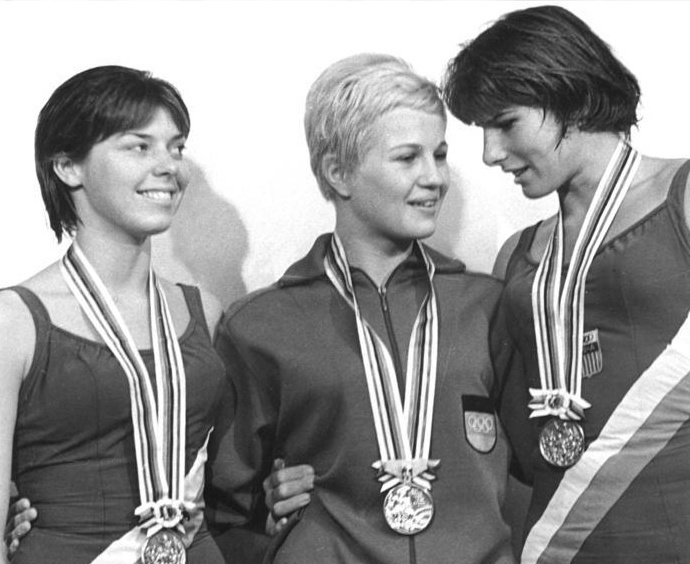
Siegerehrung 1964 von links nach rechts: Jeanne Collier, Ingrid Engel-Krämer, Patsy Willard

Jeanne Ellen Collier, nach Heirat Jeanne Ellen Sitzberger  (* 15. Mai 1946 in Indianapolis, Indiana), ist eine ehemalige Wasserspringerin aus den Vereinigten Staaten, die 1964 Olympiazweite wurde.

## Karriere
Jeanne Collier gewann 1963 die Meisterschaft der Amateur Athletic Union vom Drei-Meter-Brett. 1964 bei den Olympischen Spielen in Tokio traten im Kunstspringen vom Drei-Meter-Brett Jeanne Collier, Patsy Willard und Susan Gossick für die Vereinigten Staaten an. Alle drei erreichten das Finale. Dort gewann, wie in der Qualifikation, Ingrid Engel-Krämer aus der DDR, Collier, Willard und Gossick belegten die Plätze zwei bis vier.
Jeanne Collier sprang für die Xavier High School in Phoenix und für das Dick Smith Swim Gym. Sie heiratete später den Olympiasieger im Wasserspringen Kenneth Sitzberger.